# Konvektions-Diffusions-Gleichung
Die Konvektions-Diffusions-Gleichung ist eine partielle Differentialgleichung aus dem Gebiet der statistischen Physik und der Transportphänomene. Sie beschreibt den Transport von Teilchen, Energie, Temperatur usw. durch eine Kombination von Diffusion und Fluss (Konvektion/Advektion).
Beschreibt eine Konvektions-Diffusions-Gleichung den Transport von Wahrscheinlichkeitsdichte, so wird sie üblicherweise als Fokker-Planck-Gleichung bezeichnet – bezieht sich die Wahrscheinlichkeitsdichte auf Teilchenpositionen, so spricht man von der Smoluchowski-Gleichung. Für den Transport von Temperatur ist sie eng mit der Wärmeleitungsgleichung verwandt. Die Konvektions-Diffusions-Gleichung kann als Erweiterung der Diffusionsgleichung bzw. der Reaktions-Diffusions-Gleichung aufgefasst werden.

## Definition
Die allgemeine Form der Konvektions-Diffusions-Gleichung lautet:
{\displaystyle {\frac {\partial c}{\partial t}}={\vec {\nabla }}\cdot \left({\underline {\underline {\mathrm {D} }}}\ {\vec {\nabla }}c\right)-{\vec {\nabla }}\cdot \left({\vec {v}}c\right)+R(c,{\vec {r}},t)}
Hierbei ist:
- {\displaystyle c\equiv c({\vec {r}},t)} die Teilchenkonzentration am Ort {\displaystyle {\vec {r}}} und zur Zeit {\displaystyle t}. Je nachdem, welche Transportprozesse beschrieben werden, kann {\displaystyle c} auch für andere Größen stehen, etwa für Masse, Energie, Temperatur, elektrische Ladung, Wahrscheinlichkeit etc.
- {\displaystyle {\underline {\underline {\mathrm {D} }}}} ist der Diffusionskoeffizient, der hier die allgemeine Form eines Tensors 2. Stufe (also einer Matrix) annimmt.
- {\displaystyle {\vec {v}}({\vec {r}},t)} ist ein im Allgemeinen orts- und zeitabhängiges Geschwindigkeitsfeld, das den gerichteten Transport (Konvektion) beschreibt.
- {\displaystyle R(c,{\vec {r}},t)} ist ein optionaler Reaktionsterm (siehe Reaktions-Diffusions-Gleichung).
- {\displaystyle {\vec {\nabla }}} ist der Nablaoperator.

In vielen Fällen kann angenommen werden, dass die Diffusion ein isotroper Effekt ist, also unabhängig von der Richtung. Ohne den Reaktionsterm und mit konstantem Geschwindigkeitsfeld ergibt sich dann die folgende vereinfachte Form:
{\displaystyle {\frac {\partial c}{\partial t}}=D\cdot {\vec {\nabla }}^{2}c-{\vec {v}}\cdot {\vec {\nabla }}c}
Hier ist {\displaystyle {\vec {\nabla }}^{2}} der Laplace-Operator.

## Herleitung
Die Konvektions-Diffusions-Gleichung kann aus der Kontinuitätsgleichung hergeleitet werden. Diese beschreibt die Erhaltung der Größe {\displaystyle c} (also etwa der Teilchenzahl) in einem Volumen und lautet:
{\displaystyle {\frac {\partial c}{\partial t}}+{\vec {\nabla }}\cdot {\vec {j}}=0}
Dabei ist {\displaystyle {\vec {j}}} eine Stromdichte, die den Fluss der Größe {\displaystyle c} (der Teilchen) durch Grenzflächen eines kleinen Volumens beschreibt. Die Menge an {\displaystyle c} ändert sich also nur durch zu- oder Abfluss durch die Oberfläche des betrachteten Volumens. Der Fluss {\displaystyle {\vec {j}}} kann nun durch zwei Terme beschrieben werden:
1. Das 1. Fick’sche Gesetz ergibt den Beitrag {\displaystyle {\vec {j}}_{\text{diffusion}}=-D\ {\vec {\nabla }}c}, der den Transport durch Diffusion beschreibt.
2. Das Flussfeld {\displaystyle {\vec {v}}} führt zu einem Konvektionsterm {\displaystyle {\vec {j}}_{\text{konvektion}}={\vec {v}}c.}

Die Summe {\displaystyle {\vec {j}}={\vec {j}}_{\text{diffusion}}+{\vec {j}}_{\text{konvektion}}} dieser Beiträge ergibt nach Einsetzen in die Kontinuitätsgleichung die Diffusions-Konvektions-Gleichung.